# Кірієвський Іван Васильович
Кірієвський Іва́н Васи́льович (рос. Киреевский Иван Васильевич; нар. 22 березня (3 квітня) 1806 — пом. 11 (23) червня 1856) — російський релігійний філософ, літературний критик і публіцист, один з основоположників слов'янофільства.

## Біографія
Народився в Москві. Слухав лекції з філософії в Московському університеті та Німеччині, де познайомився з Геґелем і Шеллінґом. Після повернення в Росію в Киреєвського пробуджується мрія про створення російської самобутньої філософії, джерело якої спочатку він знаходить у Шеллінґа. Але потім звертається до спадщини Святих Отців Церкви, знаходячи в них умогляд та роздуми не менш глибокі, ніж у Шеллінґа. Разом з тим, любомудріє Святих Отців — тільки зародок майбутньої філософії. У статтях 30-50-х років Киреєвський розвинув філософські і соціологічні ідеї, які стали теоретичною основою слов'янофільства (основні праці — «Про характер просвітництва Європи і про його відношення до просвітництва Росії», 1852; «Про необхідність і можливість нових початків для філософії», 1856). У загальному плані Киреєвський не сприймав дилеми «або національно-російське, або західне». Поціновуючи переваги західного раціоналізму, він вважав, проте, що в кінцевому розвитку західна раціональність виявляє свою однобічність, оскільки ставить святість зовнішніх форм відносин вище за особистість. Право для Заходу -скоріше умовне встановлення, ніж справедливість, правда. Раціоналізму він протиставляв віру і закликав до втраченої цільності та зосередженості духу. Відсторонено-раціоналістичній формі пізнання Киреєвський протиставляв «живу», яка включає в себе, крім раціональних, також етичні, естетичні та інші моменти. Сукупність моментів цього «живого знання» підкорена вищому пізнавальному акту — релігійній вірі. Ця форма пізнання в істинному і чистому вигляді властива православно-слов'янському світу. Загибель західної цивілізації, ураженої виразкою раціоналізму, вважав Киреєвський, є невідворотною, і її може врятувати лише сприйняття православно-слов'янської цивілізації, яка найбільш повно розкривається в дусі російського народу.

## Суспільно-філософічні погляди
Слов'янофільські ідеї Киреєвського тісно пов'язані з його вченням про особистість та його антропологією — вченням про духовну сферу як «внутрішнє ядро» в людині. Ця цілісність є основою індивідуальної своєрідності особистості. Внутрішня людина відокремлена від зовнішньої не онтологічно, а гріхом, і тому пізнання істини залежить від влади гріха над людиною. Завдання людини — сходження до своєї серцевини шляхом духовної роботи. Киреєвський закладав основи притаманного російській філософії онтологізму в гносеології. Пізнання є частиною і функцією нашого «буттєвого» входження в реальність; не однією думкою, а всім єством ми долучаємося в пізнанні до реальності. Це долучення є функцією не мислення як такого, а особистості в її цілому. Воно дається «віруючому мисленню». Отже, віра обумовлює правильне пізнання. — але у Киреєвського йдеться не про підкорення розуму вірі, а про іманентне підняття мислення до вищої форми, де віра і розум не протистоять одне одному. Киреєвський вірив, що шляхом об'єднання в одне гармонійне ціле всіх духовних сил (розуму, почуття, естетичного смислу, любові, сумління, прагнення істини) людина набуває здатність до містичної інтуїції і споглядання, що відкриває і суперраціональну істину про Бога і його відношення до світу. Це «гіперлогічне знання», в якому «світло — не свічка, а життя».

## Цікаві факти
За твердженням радянського історика Анатолія Сахарова:
|  | І. В. Киреєвський вважав навіть корисним монголо-татарське панування, через те, що воно не дало Росії зблизитися з Західною Європою. |